# Engelver Herrera
Engelver Leonel Herrera Revolorio (nacido el 11 de mayo de 1973) es un jugador de fútbol guatemalteco que actualmente juega para Antigua GFC de la segunda división guatemalteca como defensa.

## Carrera de club
Herrera, nacido en la capital del país, ha jugado para los grandes guatemaltecos CSD Comunicaciones en la segunda mitad de los 90s. También ha jugado para USAC, Zacapa y Petapa antes de unirse a Antigua en el verano de 2009.

## Carrera internacional
Hizo su debut para Guatemala en diciembre de 1995, cuando jugó UNCAF Nations Cup en contra de Panamá donde ganó un total de 18 medallas, puntuando 1 gol. Ha representado su país en un partido de calificación de la FIFA. También jugó en 1995 y 1999 en la UNCAF así como en el 1998 y 2000 CONCACAF Copas de Oro.